# Pfaffenbach (Wied)
Der Pfaffenbach ist ein 20 km langer, rechter Zufluss der Wied. Die Fließgewässerkennziffer ist 27166, das Wassereinzugsgebiet hat eine Größe von 62,826 km².

## Name
In Urkunden des ausgehenden Mittelalters findet sich für den Pfaffenbach, einschließlich seines Oberlaufs, die Bezeichnung die Elsaff.
Der Name des Pfaffenbachs wird hergeleitet von den Heisterbacher Mönchen (Pfaffen), die von der Mitte des 13. bis zum Ende des 18. Jahrhunderts einige Güter in Neustadt an der Wied sowie Seelsorgeaufgaben in der dortigen Pfarrei hatten. Gräfin Mechthild von Sayn schenkte dem Hospital der Abtei Heisterbach 1254 die Kirche zu Neustadt mit Patronat und Zehnten nebst den Zehnten von ihren Höfen und Gütern im Kirchspiel Neustadt. Der Weg der Mönche von Heisterbach nach Neustadt führte entlang des Pfaffenbachs. Eine Brücke über den Pfaffenbach zwischen den Ortschaften Hüngsberg (Ortsteil von Windhagen) und Prangenberg (Ortsteil von Neustadt (Wied)) trägt den Namen „Pfaffensteg“.

## Geographie

### Verlauf
In seinem Verlauf hat der Pfaffenbach auch verschiedene lokale Namen. Von der Quelle in der südlichen Leuscheid bis südlich der Ortschaft Eckenbach in der Ortsgemeinde Kircheib trägt er den Namen Eckenbach, dann den Namen Freiheitsbach bis zur Kreisgrenze nach  Neuwied, anschließend den Namen Griesenbach. In Höhe des Buchholzer Hauptortes und des Ortsteils Wahl heißt er Wahler Bach und etwa ab dem Zufluss des Asbachs bei Bennau trägt er dann den Namen Pfaffenbach. Manche nennen den Unterlauf unterhalb der Ortschaft Hammerhof auch Hammerbach. In Neustadt-Wiedmühle mündet er in die Wied.

### Zuflüsse
| Name               | GKZ      | Lage   | Länge in km | EZG in km² |
| ------------------ | -------- | ------ | ----------- | ---------- |
| Reisbitzer Bach    |          | rechts | 000,9480    |            |
| Rötchesbach        |          | links0 |             |            |
| Löher Floß         |          | links0 |             |            |
| Elleser Bach       | 27166-2  | rechts | 001,8070    | 0001,5210  |
| Hennenseifen       |          | links0 |             |            |
| Asbach             | 27166-4  | links0 | 004,2270    | 0005,0320  |
| Stockhausener Bach | 27166-6  | rechts | 004,6900    | 0006,7530  |
| Bitzenseifen       |          | links0 |             |            |
| Elsaffer Bach      | 27166-8  | rechts | 008,7830    | 0023,8620  |
| Elsbach            | 27166-92 | links0 | 001,5220    | 0000,8780  |

Anmerkungen zur Tabelle
1. ↑  beim Stadtplandienst: Reisbitzer Bornbach
2. ↑  Beim GeoExplorer – Wasserwirtschaftsverwaltung Rheinland-Pfalz: Hallerbach
3. ↑  Beim GeoExplorer – Wasserwirtschaftsverwaltung Rheinland-Pfalz: Hammerbach

## Bilder

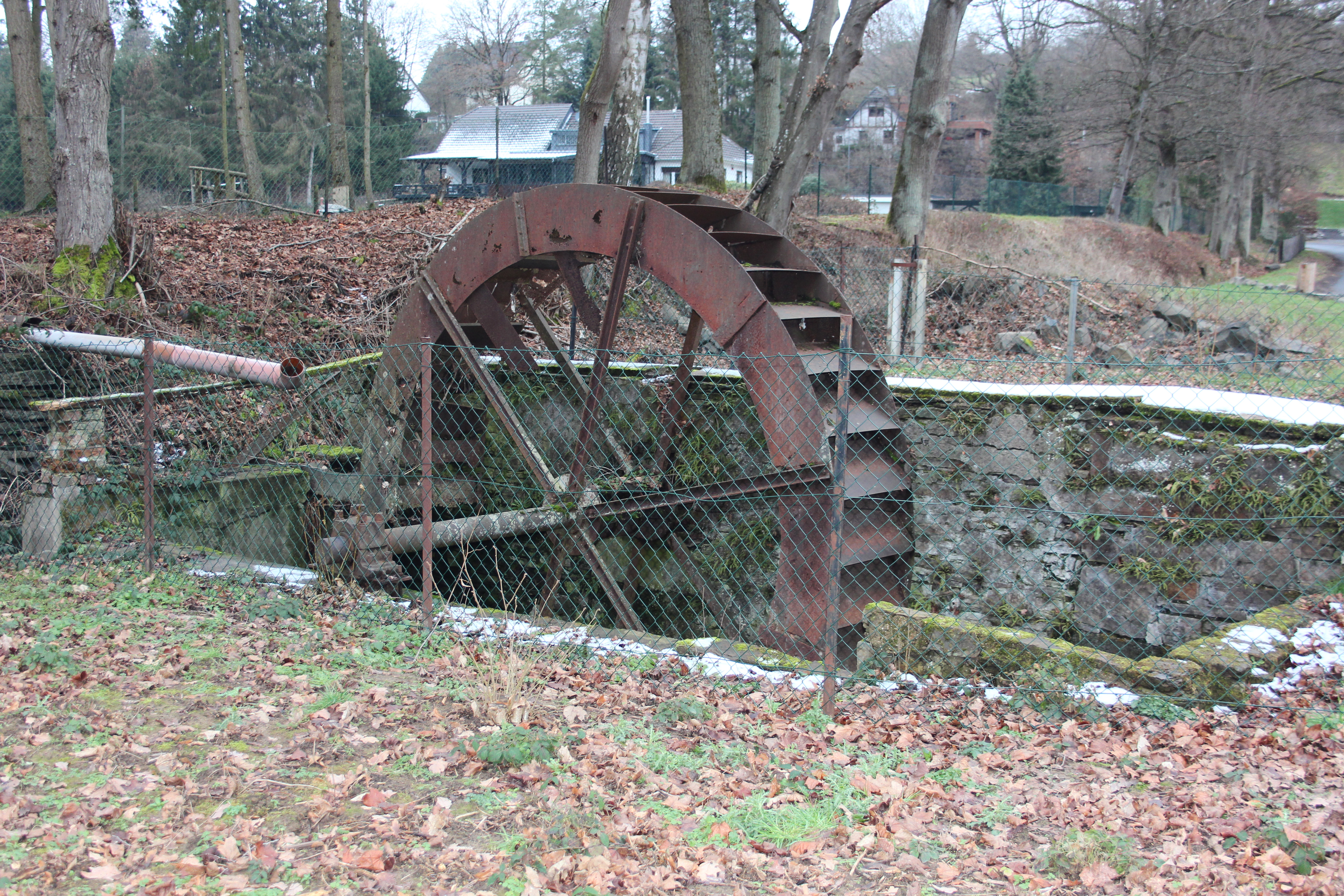
Mühlrad der Wiedmühle am Pfaffenbach
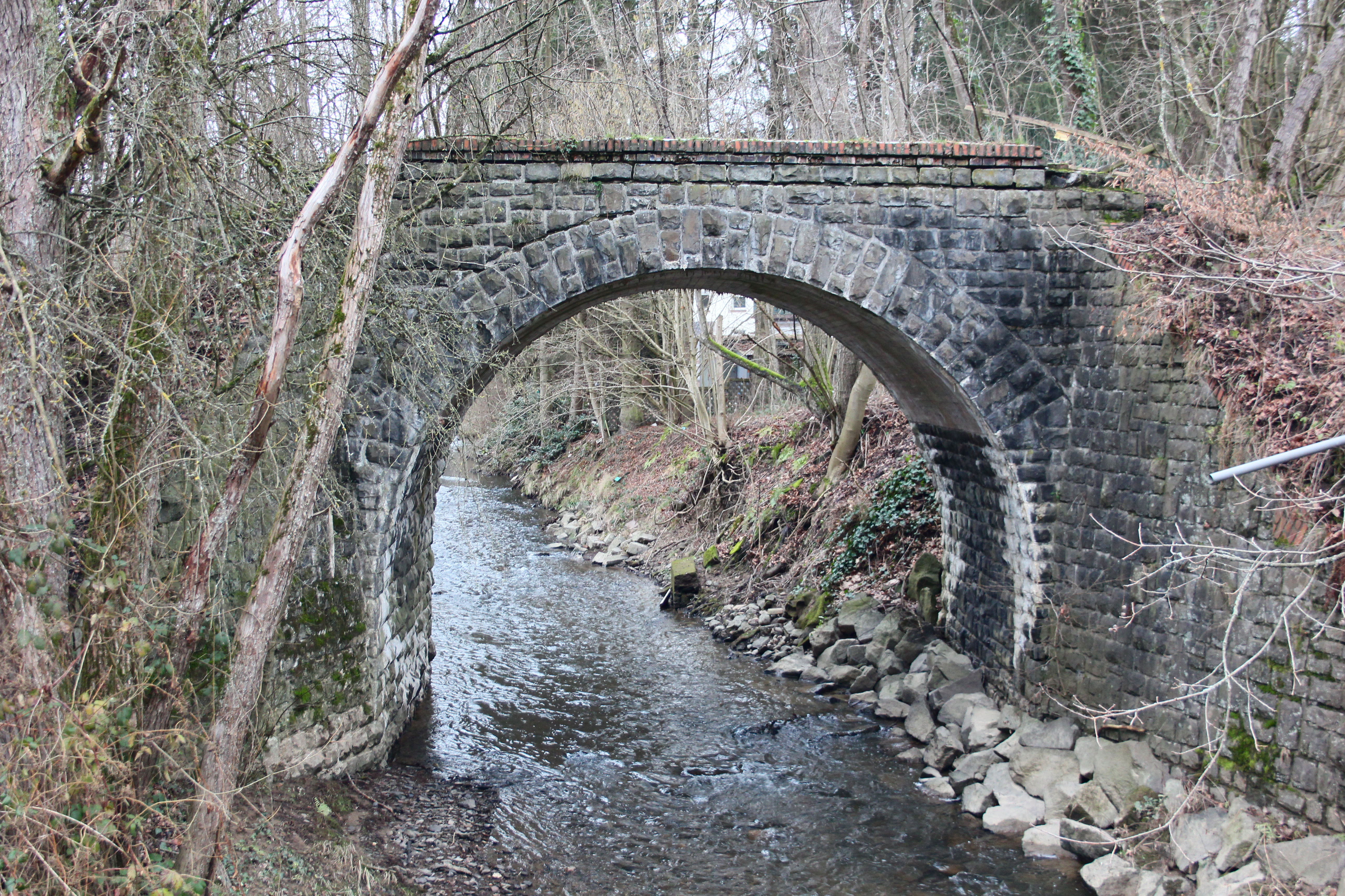
Die Eisenbahnbrücke der ehemaligen Kasbachtalbahn
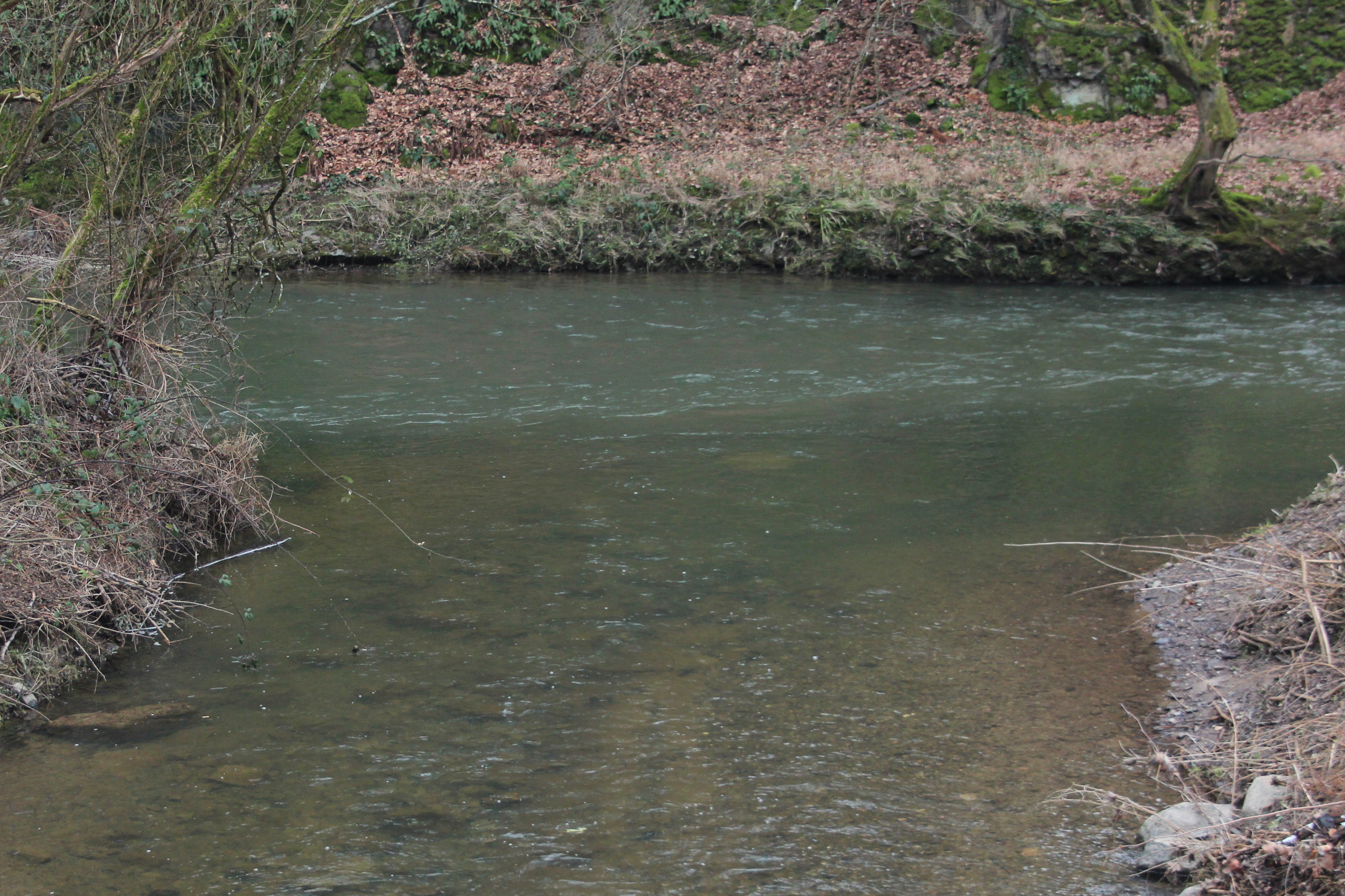
Der Pfaffenbach (unten) bei der Mündung in die Wied